# Germinal Pierre Dandelin
Germinal Pierre Dandelin (Le Bourget, 12 aprile 1794 – Ixelles, 15 febbraio 1847) è stato un matematico, militare e professore di ingegneria belga.

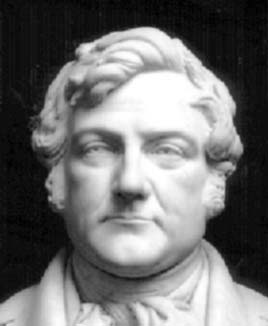
Germinal Pierre Dandelin

Nella matematica viene ricordato soprattutto per il teorema sulle sfere di Dandelin riguardante le sezioni coniche e per il metodo di Dandelin-Gräffe per la soluzione numerica delle equazioni algebriche.

## Biografia
Nasce presso Parigi in pieno periodo rivoluzionario, come testimonia anche il nome Germinal (un mese del calendario rivoluzionario), da padre francese e madre originaria dell'Hainaut.
Dopo aver studiato a Gand, entra nell'École Polytechnique. Nel 1813 si arruola volontario per combattere gli inglesi. Il 30 marzo 1814 viene ferito combattendo contro le truppe dell'alleanza contro Napoleone I formata da Austria, Inghilterra, Prussia e Russia che avanzano verso Parigi. Durante i cento giorni lavora per il Ministero degli Interni agli ordini di Lazare Carnot. Dopo la sconfitta di Napoleone a Waterloo nel 1815 si rifugia nel Belgio e nel 1817 diventa cittadino olandese.  Nel Belgio continua la sua carriera militare come ingegnere. Dal 1825 al 1830 insegna ingegneria mineraria a Liegi. Nel 1830 torna in Francia in seguito alla caduta del regno borbonico. Nel 1835 torna nell'esercito belga e si dedica alle fortificazioni di Namur, Liegi e Bruxelles.
I primi interessi scientifici di Dandelin riguardano la geometria e nel 1822 scopre il teorema sulle sfere associate alle sezioni coniche. Nel 1826 generalizza questo teorema considerando invece di un cono, un iperboloide di rotazione.
Dandelin ha fornito contributi anche alla proiezione stereografica, alla statica, all'algebra e alla teoria della probabilità.